# NGC 43
NGC 43 é uma galáxia lenticular (SB0) localizada na direcção da constelação de Andromeda. Possui uma declinação de +30° 54' 56" e uma ascensão recta de 0 horas, 13 minutos e 00,9 segundos.
A galáxia NGC 43 foi descoberta em 11 de Novembro de 1827 por John Herschel.